# Inversor ángel
Un inversor ángel (en inglés: business angel, abreviado B. A.), también llamado padrino inversor o inversor de proximidad es un individuo próspero que provee capital a una start-up o empresa emergente, usualmente a cambio de una participación accionaria. Además del capital financiero, aportan sus conocimientos empresariales o profesionales adecuados para el desarrollo de la sociedad en la que invierten. Los ángeles típicamente invierten sus propios fondos, no como las entidades de capital riesgo, quienes administran profesionalmente dinero de terceros a través de un fondo. Un número cada vez mayor de ángeles inversores se están organizando en redes, grupos o clubes de ángeles para compartir esfuerzos y unir sus capitales de inversión.
El capital ángel cubre el espacio, en la financiación de un negocio naciente, entre las tres F (iniciales en inglés para familiares, amigos y locos [family, friends, and fools]) de capital semilla y entidades de capital riesgo. Mientras que es difícil conseguir más de 100 000 dólares de familiares y amigos, la mayoría de las entidades de capital de riesgo no consideran inversiones menores a 1 millón de dólares (varía dependiendo el país). Por lo tanto, las inversiones ángel son normalmente la segunda ronda de financiación para start-ups de alto potencial de crecimiento, y en EE. UU. representa más dinero invertido anualmente que todas las entidades de capital de riesgo sumadas: en concreto 25.600 millones de dólares vs. 25 000 millones de dólares en EE. UU. en 2006, en 51 000 empresas frente a 3 416 empresas, de acuerdo al Centro de Investigación sobre Riesgos de la Universidad de Nuevo Hampshire. La cantidad de inversores activos en 2005 fue de 234 000 individuos de acuerdo al mismo informe.
Los inversores ángel seleccionan sus proyectos de inversión valorando el plan de negocio que le presentan los emprendedores de acuerdo con sus criterios personales de inversión. Las inversiones ángeles enfrentan un riesgo extremadamente alto y por lo tanto requieren un muy alto retorno sobre la inversión (ROI). Los inversores ángeles suelen apoyar a start-ups en momentos iniciales (cuando los riesgos de que fracasen las start-ups son relativamente altos) y cuando la mayoría de los inversores no están dispuestos a apoyarlas.

## Perfil de inversión
Este tipo de inversiones son de muy alto riesgo y suelen estar sujetas a la dilución de las rondas de inversión en el futuro. Como tales, requieren un alto retorno de la inversión. Debido a que un gran porcentaje de las inversiones se pierde por completo cuando las empresas en fase inicial no tienen éxito, los inversores ángel buscan inversiones con el potencial de multiplicar por 10 o más su inversión original en un periodo de cinco años[cita requerida], a través de una estrategia de salida definida, como puede ser una oferta pública o una adquisición.
Las mejores prácticas actuales del sector sugieren que los ángeles pueden mirar más alto, a empresas que tengan el potencial de proporcionarles de 20 a 30 veces la inversión en un plazo de cinco a siete años. Después de tener en cuenta la necesidad de cubrir las inversiones fallidas y el capital retenido durante varios años en las que tienen éxito, la actual tasa interna de retorno de inversión se sitúa en un 20 a 30 %. Aunque los ángeles necesiten una alta tasa de retorno de inversión y esto haga que sea una fuente cara de financiación, otras vías como pedir dinero a un banco no suelen estar disponibles en los primeros estadios de una aventura comercial.

## Diferencias geográficas

### España
Según el Informe AEBAN 2017  el perfil de los inversores ángel en España es el siguiente:
- La mayoría son hombres entre 35 y 54 años.
- Aunque se les encuentra por todo el territorio nacional, tienen mayor presencia en Madrid (36.1 %) y Cataluña (32.3 %), muy por encima del resto de comunidades autonómicas.
- Las inversiones anuales varían mucho, aunque la mayoría se sitúan entre los 25 000 y los 200 000 €.
- La mayoría de los inversores ángel en España invierten en las TiC (33 %) y el sector financiero (23 %).
- Los sectores que más oportunidades de negocio ofrecen a los inversores ángel son los amigos y socios, las redes de inversores ángel y los emprendedores por vía directa.
- No son inversores solitarios, ya que el 80 % se unen con otros inversores y en menor medida con la administración pública y los fondos de capital riesgo.
- Los tres puntos más valorados por los inversores ángel a la hora de invertir en un negocio son:

1. La capacidad de gestión del equipo que encabeza el proyecto.
2. La confianza que les generan los emprendedores.
3. Cumplir con las expectativas de crecimiento de la empresa durante el periodo de negociación.